# جوسيف نيكلاس
جوسيف نيكلاس (بالتشيكية: Josef Niklas)‏ هو مهندس معماري تشيكي، ولد في 11 مارس 1817 في Volyně ‏ في التشيك، وتوفي في 10 أكتوبر 1877 في براغ في التشيك.